# Pamela Coke-Hamilton

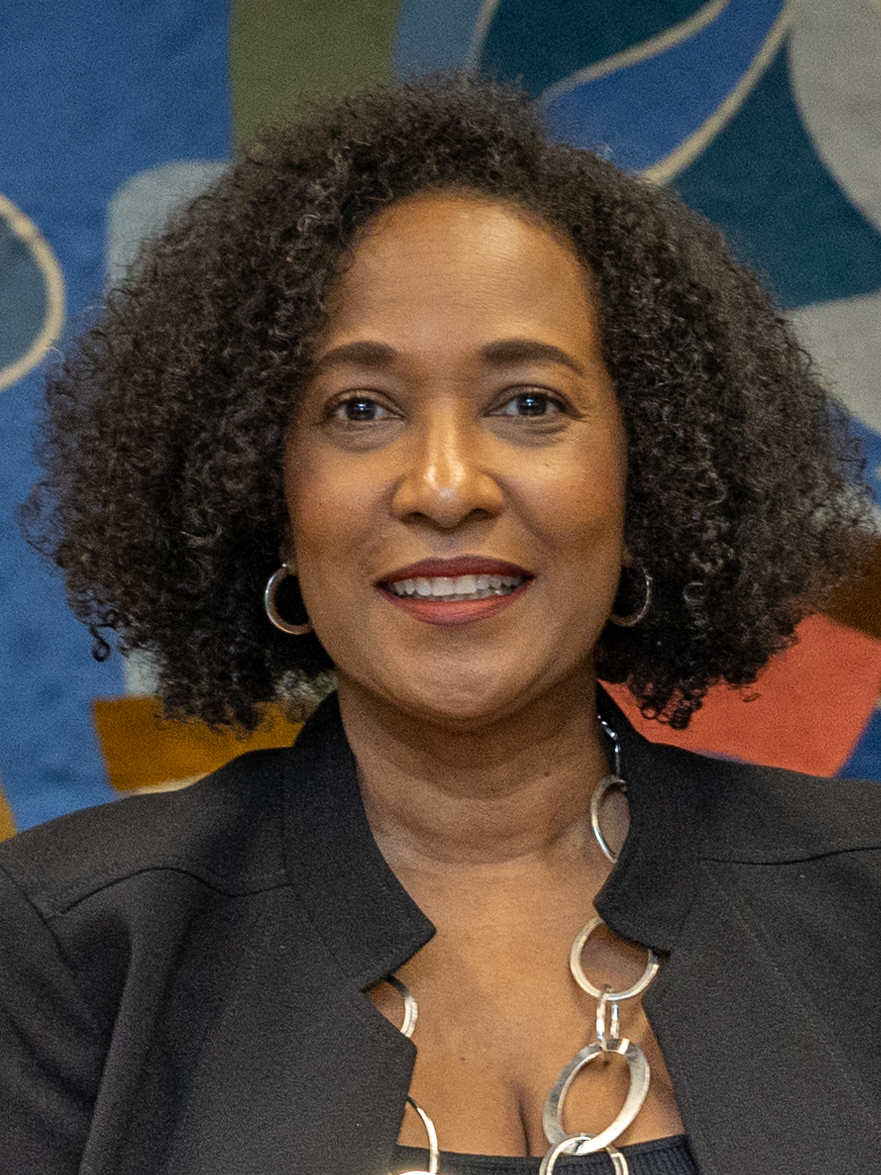
Pamela Coke-Hamilton (2024)

Pamela Coke-Hamilton ist eine jamaikanische Juristin und Handelsexpertin. Seit Juli 2020 ist sie Exekutiv-Direktorin des Internationalen Handelszentrums (ITC) in Genf.

## Ausbildung
Coke-Hamilton besuchte die Manchester High School in Mandeville (Jamaica). Anschließend absolvierte sie ein Studium in Ökonomie und Internationale Beziehungen an der University of the West Indies auf dem Campus von Mona (Jamaika). An der Georgetown University in Washington, D.C. promovierte sie in Rechtswissenschaften.

## Karriere
Coke-Hamilton begann ihre Karriere im Jamaikanischen Außen- und Außenhandelsministerium.
Von 2007 bis 2009 arbeitete Coke-Hamilton als Direktorin für Handel, Tourismus und Wettbewerbförderung bei der Organisation Amerikanischer Staaten (OAS). 2008 beriet sie die United States International Trade Commission (USITC, deutsch Kommission für internationalen Handel der Vereinigten Staaten) zum karibischen Handel.
Von 2011 bis 2019 war Coke-Hamilton Exekutiv-Directorin der Karibischen Agentur zur Außenwirtschaftsförderung (CEDA). Während ihrer Amtszeit etablierte sie Best-practice-Programme („Caribbean exporter of the Year“) und Frauenförderung im Bereich Außenhandel.

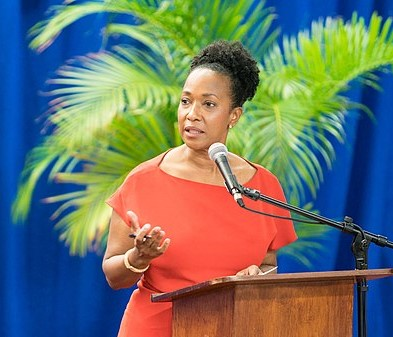
Pamela Coke-Hamilton bei einer Rede an der University of the West Indies (2019)

2019 wurde Coke-Hamilton Direktorin für Internationalen Handel und Rohstoffe bei der Konferenz der Vereinten Nationen für Handel und Entwicklung (UNCTAD). Sie warnte vor dem eskalierenden Handelskrieg zwischen den USA und China mit den Schäden für die Verbraucher, die Stabilität der Weltwirtschaft und das zukünftige Wirtschaftswachstum.
Im Juli 2020 wurde Coke-Hamilton von UN-Generalsekretär António Guterres als Nachfolgerin der zur spanischen  Außenministerin berufenen Arancha González zur Exekutiv-Direktorin des Internationalen Handelszentrums (ITC) ernannt. Bei ihrer Amtsübernahme benannte sie als Schwerpunkt ihrer Arbeit die Unterstützung von kleinen und mittleren Unternehmen in Entwicklungsländern, die durch die COVID-19-Pandemie in besonderer Weise bedroht seien.

## Positionen
Pamela Coke-Hamilton ist Mitglied der International Gender Champions, die sich für Geschlechtergleichstellung in nationalen und internationalen Organisationen einsetzt.

## Ehrungen
Coke-Hamilton wurde von der University of the West Indies in Anerkennung ihrer Verdienste um die Einführung von Masterstudiengängen in Internationaler Handelspolitik mit der Ehrendoktorwürde ausgezeichnet.

## Veröffentlichungen
- Accelerating Trade and Integration in the Caribbean: Policy Options for Sustained Growth, Job Creation, and Poverty Reduction, 2009, Weltbank (Mitautorin).[10]